# لويزا هارتيما
لويزا هارتيما (بالألمانية: Luisa Hartema)‏ (من مواليد 26 ديسمبر 1994) عارضة ألمانية فازت في الموسم السابع من برنامج ألمانيا نيكست توب موديل ، ظهرت عام 2013 في مجلة إيلي ومجلة هاربرز بازار. ، بما في ذلك حملة إعلانية لجيليت، سلسلة صور من ثماني صفحات في مجلة كوزموبوليتان لنمط الحياة باللغة الألمانية وعرضت عروض أزياء في سياق أسبوع الموضة في برلين، أسبوع الموضة في نيويورك وباريس أسبوع الموضة.

## حياتها الشخصية
في نهاية عام 2012 ، انفصلت عارضة الأزياء عن كريستوفر أبيلدورن. ولكن بعد بضعة أسابيع فقط أصبح من المعروف أنها على علاقة مع كينو ويدنر. وقد التقت به أثناء تصوير الفيديو الموسيقي من قبل فرقة «إعصار دين». منذ ذلك الحين، وهما لا ينفصلان.

## الروابط الخارجية
- لويزا هارتيما على موقع IMDb (الإنجليزية)
- لويزا هارتيما في موديلز.كوم
- لويزا هارتيما على إنستغرام